# Nuup Bussii
Nuup Bussii A/S er et kommunalt busselsskab i Nuuk, der betjener byen med ordinære buslinjer og skolebusser. Nuup Bussi har 42 stoppesteder fordelt i Nuuk, hvoraf en del er forsynet med læskure.
I 2012 transporterede selskabet mere end 2 millioner passagerer.
Selskabet opererer på fire ordinære linjer, en myldretidslinje og en sæsonbetonet skibus.:
- Rute 1 kører fra Qinngorput via Borgmesterip Anniitap aqquserna, Nuussuaq og 400-vej gennem bymidten og tilbage til udgangspunktet.
- Rute 2 kører fra Nuussuaq til centrum via passet og gennem byens administrative og handelsmæssige centrum.
- Rute X2 betjener Nuussuaq og centrum. Bussen kører kun midt på dagen og i myldretiden.
- Rute 3 betjener alle bydele: Qinngorput, Nuussuaq, Qernertunnguit, bymidten og atlanthavnen.
- Rute 4 kører fra  Qajaasat til Nuuk Center.

Selskabet har garage på Industrivej og råder over 16 busser af forskellige mærker samt 5 andre mindre køretøjer. Busserne er malet gule og hvide; lokale handelsdrivende annoncerer på bussernes sider.